# 島津忠卿
島津 忠卿（しまづ たださと）は、今和泉島津家第6代当主。薩摩藩主島津吉貴の七男。

## 生涯
寛保2年（1742年）、薩摩藩4代藩主島津吉貴の七男として生まれる。当時、吉貴は既に藩主を退き隠居の立場であった。延享元年（1744年）、兄の5代藩主島津継豊の命で、一門和泉家の名跡を相続して、今和泉家を創設する。十文字紋と桐紋使用を許され、揖宿郡の内小牧村、岩本村、西方村、頴娃郷の内池田村、仙田村、利永等を知行地として与えられた。和泉家は、島津家第4代忠宗の次男・忠氏に始まる家で、応永24年（1417年）川辺城の戦いで5代当主直久が戦死して以来長らく絶えていた。
宝暦4年（1754年）11月13日、死去。享年13。家督は、実弟・安之助（忠温）が、養子入りしていた小松家との養子縁組を解消して相続した。後に今和泉家からは、13代将軍家定正室の天璋院を出すこととなる。